# Adolphus Washington Greely
Adolphus Washington Greely (1844-1935) é um militar norte-americano e explorador do Ártico, nascido em Newburyport, Massachussets, em 27 de março de 1844.

## Carreira
Soldado voluntário, alcançou a patente de major durante a Guerra Civil Norte-americana.
Em 1881, foi nomeado comandante de uma expedição para estabelecer postos de observação meteorológica e magnética na região polar. Ele aportou na baía Lady Franklin, no Ártico, e construiu o Forte Conger. Em 1882, parte do grupo de Greely alcançou os 83° 24’ de latitude norte e 42° 45’ de longitude oeste, o ponto mais distante ao norte atingido até então.
Outros exploraram o interior da ilha de Ellesmere e alcançaram a costa oeste da ilha no Fiorde Greely, assim denominado em homenagem ao comandante da expedição. Os navios que iam ao encontro desse grupo não conseguiram alcançá-los em 1882 e 1883.
O grupo de Greely deixou o Forte Conger em 9 de agosto de 1883 e prosseguiu de barco na direção sul. O gelo obrigou os homens a abandonarem a embarcação e buscar refúgio na ilha Bedford Pim, onde sofreram terríveis agruras. Somente 7 dos 25 homens haviam sobrevivido quando um navio de resgate chegou, em 1884.
Como general de brigada, de 1887 a 1906, Greely desenvolveu os sistemas de telégrafo de Porto Rico, Cuba, Alasca e das Ilhas Filipinas e administrou a United States Weather Bureau.
Logo depois da promoção a major-general, Greely dirigiu as medidas de salvamento durante o terremoto e incêndio de São Francisco, em 1906, e subjugou um levante dos índios utes.
Entre seus livros estão Handbook of Polar Exploration (1906 – Manual de Exploração Polar), True Tales of Arctic Heroism (1912 – Contos Reais de Heroísmo no Ártico), Handbook of Alaska (1925 - Manual do Alasca), Reminiscences of Travel and Adventure (1927 – Reminiscências de Viagem e Aventura) e Polar Regions of the Twentieth Century (1928 - Regiões Polares do Século Vinte).
Greely morreu em Washington, em 20 de outubro de 1935.